# Saison 1980-1981 du Football Club de Grenoble rugby
Cette page présente la saison 1980-1981 du Football club de Grenoble rugby.
Le FCG, renforcé par le pilier Jean-Marc Romand qui restera 12 saisons en équipe première termine premier club français à l’issue des matchs de poules (sur les 40 clubs engagés), Grenoble est éliminé dès les seizièmes de finale par Aurillac à Vichy.
Alors qu'il mène 6-3 à l'entame des arrêts de jeu, Grenoble se soit accorder une pénalité pour une brutalité commise sur Willy Pepelnjak mais la pénalité est retourné, son frère voulant sanctionner le fautif.
Aurillac tape alors une chandelle sur Jacques Brunel qui la manque et Aurillac marque ainsi l'essai de la qualification.
Patrick Mesny remporte le Grand Chelem avec l’équipe de France.
Il connaîtra 14 sélections au total et marquera 4 essais.
Alain Lorieux est sélectionné pour la première fois pour le test-Match en Australie.
Il connaîtra au total 31 sélections et marquera 3 essais.
Les Juniors Reichel et les Minimes (pour la 3e fois en 6 ans) sont champions de France.

## Les matchs de la saison
Grenoble termine en tête de sa poule avec 13 victoires et 5 défaites.

### À domicile
- Grenoble-Brive 19-15
- Grenoble-Graulhet 15-9
- Grenoble-Lourdes 28-0
- Grenoble-Begles 56-4
- Grenoble-Bourg en Bresse 16-6
- Grenoble-La Rochelle 23-7
- Grenoble-Bagnires 28-3
- Grenoble-Chambery 70-16
- Grenoble-Le Boucau 13-6

### À l’extérieur
- Brive-Grenoble 15-18
- Graulhet-Grenoble 16-4
- Lourdes-Grenoble 6-14
- Bègles-Grenoble 18-12
- Bourg en Bresse-Grenoble 6-3
- La Rochelle-Grenoble 14-6
- Bagnieres-Grenoble 11-13
- Chambéry-Grenoble 10-27
- Le Boucau-Grenoble 18-12

## Classement des 4 poules de 10
Les équipes sont listées dans leur ordre de classement à l'issue de la phase qualificative. 
| 1. Aviron bayonnais 2. Section paloise 3. Valence sportif 4. AS Béziers 5. FC Oloron 6. RC Nîmes 7. US Thuir 8. Stade aurillacois 9. SC Mazamet 10. Saint-Jean-de-Luz OR                          | 1. US Romans 2. SU Agen 3. Stade toulousain 4. US Dax 5. US Carcassonne 6. RC Narbonne 7. SC Albi 8. RRC Nice 9. CA Périgueux 10. FC Auch                 |
| 1. RC Toulon 2. USA Perpignan 3. AS Montferrand 4. SC Tulle 5. SC Angoulême 6. Biarritz olympique 7. Stadoceste tarbais 8. Castres olympique 9. ES Avignon Saint-Saturnin 10. Stade montchaninois | 1. FC Grenoble 2. Boucau stade 3. FC Lourdes 4. SC Graulhet 5. CA Bègles 6. Stade bagnérais 7. CA Brive 8. US bressane 9. Stade rochelais 10. SO Chambéry |

## Seizièmes de finale
Les équipes dont le nom est en caractères gras sont qualifiées pour les huitièmes de finale. 
| Équipe 1         | Équipe 2           | Résultat |
| ---------------- | ------------------ | -------- |
| USA Perpignan    | RC Nîmes           | 25-6     |
| Valence sportif  | US Thuir           | 13-10    |
| AS Béziers       | US Carcassonne     | 29-6     |
| FC Grenoble      | Stade aurillacois  | 6-12     |
| Aviron bayonnais | Castres olympique  | 14-12    |
| SC Graulhet      | Stadoceste tarbais | 9-21     |
| FC Lourdes       | Biarritz olympique | 23-9     |
| Section paloise  | SC Tulle           | 22-3     |
| RC Toulon        | RRC Nice           | 6-15     |
| AS Montferrand   | CA Bègles          | 9-4      |
| Boucau stade     | CA Brive           | 12-15    |
| Stade toulousain | RC Narbonne        | 12-6     |
| SU Agen          | SC Albi            | 21-10    |
| SC Angoulême     | Stade bagnérais    | 12-24    |
| US Dax           | FC Oloron          | 42-21    |
| US Romans        | US bressane        | 21-9     |

## Huitièmes de finale
Les équipes dont le nom est en caractères gras sont qualifiées pour les quarts de finale. 
| Équipe 1         | Équipe 2           | Résultat |
| ---------------- | ------------------ | -------- |
| USA Perpignan    | Valence sportif    | 28-7     |
| AS Béziers       | Stade aurillacois  | 22-10    |
| Aviron bayonnais | Stadoceste tarbais | 12-18    |
| FC Lourdes       | Section paloise    | 25-9     |
| RRC Nice         | AS Montferrand     | 9-15     |
| CA Brive         | Stade toulousain   | 24-23    |
| SU Agen          | Stade bagnérais    | 6-23     |
| US Dax           | US Romans          | 19-9     |

## Quarts de finale
Les équipes dont le nom est en caractères gras sont qualifiées pour les demi-finales.
| Équipe 1           | Équipe 2   | Résultat |
| ------------------ | ---------- | -------- |
| USA Perpignan      | AS Béziers | 12-13    |
| Stadoceste tarbais | FC Lourdes | 7-9      |
| AS Montferrand     | CA Brive   | 6-3      |
| Stade bagnérais    | US Dax     | 16-9     |

## Demi-finales
| Équipe 1       | Équipe 2        | Résultat |
| -------------- | --------------- | -------- |
| AS Béziers     | FC Lourdes      | 35-9     |
| AS Montferrand | Stade bagnérais | 3-6      |

## Finale
| Équipes | AS Béziers - Stade bagnérais |
| Score   | 22-13                        |
| Date    | 25 mai 1981                  |
| Stade   | Parc des Princes             |
| Arbitre | Jean-Pierre Bonnet           |

## Challenge Yves du Manoir
Grenoble termine 3e de sa poule derrière Narbonne et Béziers avec 2 victoires, 1 nul et 3 défaites.

### À domicile
- Grenoble-Béziers 6-6
- Grenoble-La Voulte 29-13
- Grenoble-Narbonne 9-11

### À l’extérieur
- Béziers-Grenoble 48-7
- La Voulte-Grenoble 19-34
- Narbonne-Grenoble 18-9

## Entraîneur
L'équipe professionnelle est encadrée par
| Nom          | Poste      | Nationalité |
| ------------ | ---------- | ----------- |
| Jean Liénard | Entraîneur | France      |

| Nom                   | Poste                  | Naissance          | Nationalité |
| --------------------- | ---------------------- | ------------------ | ----------- |
| Serge Bonnardel       | Pilier                 | 27 août 1957       | France      |
| Michel Perrin         | Pilier                 | 21 mai 1955        | France      |
| Vincent Richaud       | Pilier                 | 4 juin 1951        | France      |
| Jean-Marc Romand      | Pilier                 | 27 mars 1957       | France      |
| José Ibanez           | Talonneur              | 7 mars 1950        | Espagne     |
| Patrick Petit         | Talonneur              | 1er janvier 1960   | France      |
| Marc Chérèque         | Deuxième ligne         | 9 juin 1953        | France      |
| Jean-Pierre Gébus     | Deuxième ligne         | 2 décembre 1943    | France      |
| Alain Lorieux         | Deuxième ligne         | 26 mars 1956       | France      |
| Willy Pepelnjak       | Deuxième ligne         | 21 mai 1961        | France      |
| Jean-Michel Gafforini | Troisième ligne aile   | 25 août 1956       | France      |
| Jean de la Vaissière  | Troisième ligne aile   | 25 août 1956       | France      |
| Philippe Molinié      | Troisième ligne aile   | 27 juin 1958       | France      |
| André Gorgues         | Troisième ligne aile   | 20 novembre 1953   | France      |
| Freddy Pepelnjak      | Troisième ligne centre | 16 juin 1957       | France      |
| Daniel Perez          | Demi de mêlée          | 28 janvier 1957    | France      |
| Alain Thomas          | Demi de mêlée          | 19 mai 1957        | France      |
| Pierre Pommier        | Demi d'ouverture       | 18 septembre 1951  | France      |
| Gilles Feutrier       | Centre                 | 1er septembre 1956 | France      |
| Patrick Mesny         | Centre                 | 18 août 1954       | France      |
| Yves Pinotti          | Centre                 | 27 juillet 1957    | France      |
| Pascal Belin          | Ailier                 | 30 mars 1962       | France      |
| Leconte               | Ailier                 |                    | France      |
| Patrice Morand        | Ailier                 | 1960               | France      |
| Thierry Perrin        | Ailier                 | 17 octobre 1956    | France      |
| Jacques Brunel        | Arrière                | 14 janvier 1954    | France      |
| Luc Verdon            | Arrière                | 5 février 1957     | France      |

### Équipe-Type
1. Vincent Richaud 2. José Ibañez  3. Jean-Marc Romand 

4. Jean-Pierre Gébus  5. Alain Lorieux 

6. Jean de la Vaissière 8. Freddy Pepelnjak 7. André Gorgues 

9. Alain Thomas  10. Pierre Pommier 

11. Pascal Belin 12. Patrick Mesny 13. Gilles Feutrier  14. Thierry Perrin 

15. Jacques Brunel 